# AMG-1635
A AMG-1635 é uma Rodovia Estadual de Acesso que parte do entroncamento com a BR-265, em Lavras, MG até a vizinha Ribeirão Vermelho.  Uma vez que esta rodovia dá acesso à AMG-1650, a qual liga Ribeirão Vermelho à BR-381/Autopista Fernão Dias, tem-se por elas uma rota alternativa entre Lavras e Perdões. Embora esta estrada seja pavimentada, é bastante sinuosa e sem acostamento o que favorece a ocorrência de acidentes.